# Związek Polskich Towarzystw Turystycznych
Związek Polskich Towarzystw Turystycznych – polski związek organizacji turystycznych funkcjonujący w latach 1927-1937.

## Historia
Związek został powołany do życia na II Zjeździe Polskich Organizacji Turystycznych, który miał miejsce w dniach 2-3 kwietnia 1927 z inicjatywy Ministerstwa Robót Publicznych. Przygotowaniem do powołania organizacji były referaty Aleksandra Janowskiego, Walerego Goetla i Jerzego Lotha. Na prezesa związku wybrano Stanisława Osieckiego (działacza ludowego).
Postulatami organizacyjnymi było m.in. powołanie zjednoczenia Polski Przemysł Turystyczny, a także Związku Propagandy Turystycznej Polski, jak również ustanowienia Państwowej Rady Turystycznej. Jedynym postulatem konsumpcyjnym było przyznanie 10% ulgi dla członków podczas nabywania paszportów zagranicznych.
Początkowo liczba członków wynosiła 19.500, a potem znacząco wzrastała. Z uwagi na silne więzy budowane przez związek pomiędzy środowiskiem turystów i przemysłem turystycznym, jak również zarządzanie nim przez przedstawiciela ruchu ludowego, stanowił on wartość konkurencyjną dla działań rządowych na polu turystyki. Organizacja skonfliktowana była zwłaszcza z Aleksandrem Bobkowskim. Istniejące napięcia doprowadziły do odebrania związkowi zniżek kolejowych, a w końcu do samorozwiązania organizacji w 1937. Lukę na polu współpracy międzyorganizacyjnej w dziedzinie turystyki wypełnił Związek Towarzystw Turystyki Czynnej.

## Organizacje członkowskie
W skład związku weszły następujące organizacje:

- Polskie Towarzystwo Tatrzańskie,
- Polskie Towarzystwo Krajoznawcze (warunkowo – żądano uzupełnienia nazwy związku o człon „krajoznawczych”),
- Polski Związek Narciarski,
- Automobilklub Polski (wraz z afiliowanymi klubami z Poznania, Katowic, Krakowa i Lwowa),
- Podolskie Towarzystwo Turystyczno-Krajoznawcze w Tarnopolu,
- Wołyńskie Towarzystwo Krajoznawcze,
- Polski Związek Turystyczny w Krakowie,
- Polski Touring Club,
- Polskie Towarzystwo Turystyczne w Toruniu,
- Akademickie Koło Krajoznawcze w Warszawie,
- Polski Klub Turystyczny w Warszawie,
- Polski Związek Towarzystw Wioślarskich,
- Związek Uzdrowisk Polskich,
- Śląska Turystyczna Komisja Wojewódzka,
- Polski Związek Motocyklowy,
- Sekcja Wycieczkowa Towarzystwa Uniwersytetu Robotniczego,
- Muzeum Tatrzańskie,
- z czasem do związku przystąpiły jeszcze: Polski Związek Kajakowy, Żydowskie Towarzystwo Krajoznawcze i Beskidenverein.